# بيكرسفيلد
بيكرسفيلد (بالإنجليزية: Bakersfield) من أسرع المدن ذات الكثافة السكانية نمواً. ويقارب عدد سكانها مايقارب 323,213 نسمة في حدود المدينة. وتقع في المركز 11 في قائمة كبرى مدن ولاية كاليفورنيا وفي المركز 58 في قائمة كبرى مدن الولايات المتحدة الأمريكية.

## المناخ
يظهر الجدول التالي التغييرات المناخية على مدار السنة لبيكرسفيلد:
| البيانات المناخية لـبيكرسفيلد        | البيانات المناخية لـبيكرسفيلد | البيانات المناخية لـبيكرسفيلد | البيانات المناخية لـبيكرسفيلد | البيانات المناخية لـبيكرسفيلد | البيانات المناخية لـبيكرسفيلد | البيانات المناخية لـبيكرسفيلد | البيانات المناخية لـبيكرسفيلد | البيانات المناخية لـبيكرسفيلد | البيانات المناخية لـبيكرسفيلد | البيانات المناخية لـبيكرسفيلد | البيانات المناخية لـبيكرسفيلد | البيانات المناخية لـبيكرسفيلد | البيانات المناخية لـبيكرسفيلد |
| الشهر                                | يناير                         | فبراير                        | مارس                          | أبريل                         | مايو                          | يونيو                         | يوليو                         | أغسطس                         | سبتمبر                        | أكتوبر                        | نوفمبر                        | ديسمبر                        | المعدل السنوي                 |
| ------------------------------------ | ----------------------------- | ----------------------------- | ----------------------------- | ----------------------------- | ----------------------------- | ----------------------------- | ----------------------------- | ----------------------------- | ----------------------------- | ----------------------------- | ----------------------------- | ----------------------------- | ----------------------------- |
| الدرجة القصوى °ف (°م)                | 82 (28)                       | 88 (31)                       | 94 (34)                       | 101 (38)                      | 110 (43)                      | 114 (46)                      | 118 (48)                      | 117 (47)                      | 112 (44)                      | 104 (40)                      | 95 (35)                       | 87 (31)                       | 118 (48)                      |
| متوسط درجة الحرارة الكبرى °ف (°م)    | 56.2 (13.4)                   | 62.8 (17.1)                   | 68.7 (20.4)                   | 75.0 (23.9)                   | 83.5 (28.6)                   | 90.9 (32.7)                   | 97.1 (36.2)                   | 95.8 (35.4)                   | 90.0 (32.2)                   | 79.4 (26.3)                   | 65.7 (18.7)                   | 56.6 (13.7)                   | 76.8 (24.9)                   |
| المتوسط اليومي °ف (°م)               | 47.8 (8.8)                    | 52.6 (11.4)                   | 57.6 (14.2)                   | 62.6 (17.0)                   | 70.5 (21.4)                   | 77.5 (25.3)                   | 83.8 (28.8)                   | 82.4 (28.0)                   | 77.0 (25.0)                   | 67.2 (19.6)                   | 55.1 (12.8)                   | 47.8 (8.8)                    | 65.1 (18.4)                   |
| متوسط درجة الحرارة الصغرى °ف (°م)    | 39.3 (4.1)                    | 42.4 (5.8)                    | 46.5 (8.1)                    | 50.2 (10.1)                   | 57.5 (14.2)                   | 64.2 (17.9)                   | 70.5 (21.4)                   | 69.0 (20.6)                   | 64.0 (17.8)                   | 55.0 (12.8)                   | 44.6 (7.0)                    | 39.0 (3.9)                    | 53.5 (11.9)                   |
| أدنى درجة حرارة °ف (°م)              | 12 (−11)                      | 20 (−7)                       | 20 (−7)                       | 28 (−2)                       | 34 (1)                        | 38 (3)                        | 45 (7)                        | 44 (7)                        | 30 (−1)                       | 29 (−2)                       | 22 (−6)                       | 13 (−11)                      | 12 (−11)                      |
| الهطول إنش (مم)                      | 1.15 (29)                     | 1.23 (31)                     | 1.21 (31)                     | .52 (13)                      | .18 (4.6)                     | .08 (2.0)                     | 0 (0)                         | .04 (1.0)                     | .08 (2.0)                     | .30 (7.6)                     | .64 (16)                      | 1.02 (26)                     | 6.45 (163.2)                  |
| متوسط تساقط الثلوج إنش (سم)          | 0.1 (0.25)                    | 0 (0)                         | 0 (0)                         | 0 (0)                         | 0 (0)                         | 0 (0)                         | 0 (0)                         | 0 (0)                         | 0 (0)                         | 0 (0)                         | 0 (0)                         | 0 (0)                         | 0.1 (0.25)                    |
| متوسط أيام هطول الأمطار (≥ 0.01 in)  | 6.7                           | 7.1                           | 6.5                           | 3.7                           | 1.7                           | .5                            | .1                            | .3                            | 1.0                           | 1.8                           | 3.9                           | 5.9                           | 39.2                          |
| المصدر: NOAA (extremes 1893–present) |                               |                               |                               |                               |                               |                               |                               |                               |                               |                               |                               |                               |                               |

## توأمة
لبيكرسفيلد اتفاقيات توأمة مع كل من:
- بتشون
- مينسك
- واكاياما
- مدينة تسيشي [الإنجليزية]‏
- مدينة كيريتارو
- أمريتسار

## أعلام
- تشارلز مانسن
- ميرل هاغارد
- برايان ويلش
- روبرت بلتران
- جوناثان ديفيس